# الاتحاد الديمقراطي القمري
الاتحاد الديمقراطي القمري (بالفرنسية: Union Démocratique des Comores)‏ كان حزبًا سياسيًا في جزر القمر.

## التاريخ
تأسس الحزب عام 1968، وكان مقره الرئيسي في القمر الكبرى. أصبح يعرف باسم «الحزب الأخضر»، حيث استخدم أوراق الاقتراع الخضراء خلال الانتخابات.
في انتخابات الكانتونات عام 1972، شكل الحزب تحالفًا مع التجمع الديمقراطي لشعب جزر القمر، وفاز بـ 34 مقعدًا من أصل 39 مقعدًا.